# RRH Staxton Wold
RRH Staxton Wold est une station radar de la Royal Air Force située vers Scarborough dans le North Yorkshire, en Angleterre.
Le site actuel dispose d'une fonction d'alerte précoce depuis le IIIe siècle, il était alors le site d'une balise d'avertissement. 
Il a été sélectionné pour accueillir une station radar en 1937; les travaux de construction n'ont commencé qu'en décembre 1938, des retards dans l'acquisition du site ayant eu lieu lorsque les propriétaires ont résisté à la vente (l'achat ayant lieu avant la seconde guerre mondiale, le gouvernement a eu plus de mal à invoquer l'effort de guerre pour se porter acquéreur des terrains). Le site est devenu pleinement opérationnel en avril 1939, il est maintenant le seul des postes originaux encore en service. Il pourrait donc s’agir de la plus ancienne station radar toujours en activité.
Aujourd'hui, le site est intégré au sein du système de surveillance et de contrôle de l'air du Royaume-Uni (UKASACS). Le radar de Staxton Wold est aujourd'hui un Lockheed Martin TPS77 qui devait fonctionner dès septembre 2013, mais qui ne fut pleinement opérationnel qu'à partir de 2015. En septembre 2017, le radar AN/TPS-77 basé à Staxton Wold aurait été transféré au RRH Saxa Vord.